# On my mood
«On my mood» es una canción grabada por el cantante y compositor mexicano Kevin Kaarl. La canción fue escrita y producida por él mismo. Se lanzó al mercado musical el 2 de septiembre de 2022. Se encuentra incluida como el sexto track en su segundo álbum de estudio París, Texas y es la única canción escrita en inglés para dicho álbum.La canción obtuvo casi 1 millón de visualizaciones en YouTube.

## Video musical
No se lanzó ningún videoclip oficial para esta canción, sin embargo un vídeo con el audio fue publicado el 1 de septiembre de 2022 en el canal de Youtube de Kaarl y cuenta con casi 1 millón de reproducciones.

## Lista de canciones

### Descarga digital
| on my mood— Single |              |                                |          |  |
| N.º                | Título       | Escritor(es)                   | Duración |  |
| 1.                 | «on my mood» | Kevin Eduardo Hernández Carlos | 2:44     |  |